# Conférence Gauss
La  Conférence Gauss (en allemand : Gauß-Vorlesung) est une distinction mathématique décernée annuellement, nommée en l'honneur de Carl Friedrich Gauss. Elle a été créée en 2001 par la Société mathématique allemande avec une série de conférences destinées à un large public.
Chaque conférence est l'occasion d'une présentation sur l'histoire des mathématiques.

## Conférenciers Gauss
- 2001 : Gerhard Huisken
- 2002 : Ralph Erskine
- 2003 : Thomas Sonar (de) et Karl Sigmund
- 2004 : Isadore Singer
- 2005 : Rupert Klein (de) et Günter M. Ziegler
- 2006 : Stefan Müller et Penelope Maddy
- 2007 : Don Zagier et Willi Jäger
- 2008 : John Morgan et Bernold Fiedler
- 2009 : Felix Otto et Hendrik Lenstra
- 2010 : Walter Schachermayer (de) et E. Brian Davies
- 2011 : Michael Struwe et Wolfgang Dahmen (en)
- 2012 : Friedrich Götze et Matthias Kreck
- 2013 : Ben Green et Jürgen Richter-Gebert (de)
- 2014 : Robert Ghrist
- 2015 : Martin J. Gander (de)[1], Volker Mehrmann[2] et Ingrid Daubechies[3],[4]
- 2016 : Nicolas Monod[5],[6]
- 2017 : Helmut Pottmann (de), Werner Ballmann (de) et Cédric Villani
- 2018 : Katrin Wendland et Caroline Lasser
- 2019 : László Székelyhidi et Mike Hopkins
- 2021 :  Maryna Viazovska et Valentin Blomer
- 2022 : Ulrike Tillmann[7] et László Lovász
- 2023 : Manfred Lehn